# Igreja da Polana
A Igreja de Santo António da Polana ou Igreja da Polana, é um edifício emblemático do estilo de arquitectura modernista, construído em 1962 na cidade de Maputo, capital de Moçambique. Foi projectado pelo arquitecto Nuno Craveiro Lopes.
Tem a forma de flor invertida, e é conhecido popularmente como o "espremedor de limão".

## Cronologia
- 1962 - construção da igreja
- 1992 - restauro
- 2019 - restauro